# Macellai
Macellai (Bloodthirsty Butchers) è un film diretto da Andy Milligan.

## Trama
Nella Londra vittoriana il barbiere Sweeney Todd uccide brutalmente i suoi clienti per impossessarsi dei loro beni. 
Per liberarsi dei cadaveri stringe un patto con la diabolica Maggie Lovett, proprietaria di bottega che vende pasticci di carne dove vanno a finire i corpi dei malcapitati clienti di Todd.